# 수호나강

세베르나야드비나강 유역 지도. 수호나강이 지도에 표시되어 있다.

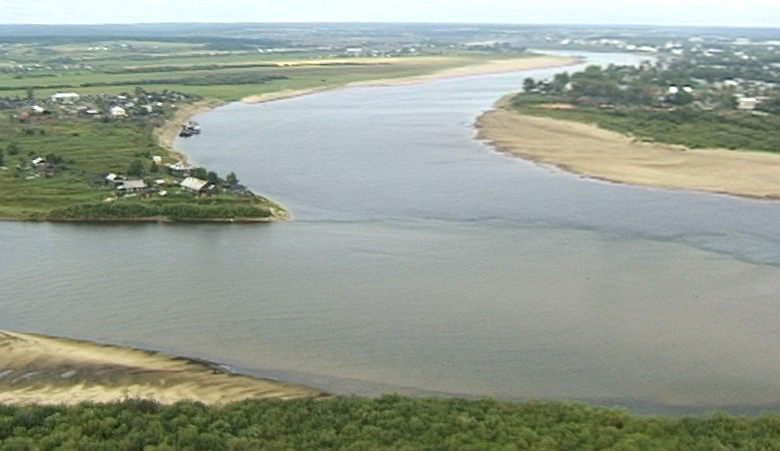
벨리키우스튜크 마을에서 유크강 (왼쪽)과 수호나강 (위쪽)이 합류하여 세베르나야드비나강이 시작된다.

수호나강(러시아어: Су́хона)은 러시아 유럽 부분에 있는 강으로, 세베르나야드비나강의 지류이다. 수호나강의 흐름은 러시아 볼로그다주의 우스티쿠빈스키군, 소콜스키군, 메주두레첸스키군, 토템스키군, 타르노그스키군, 뉴크센스키군, 벨리코우스튜그스키군을 지난다. 길이는 558 킬로미터 (347 mi)이며, 유역 면적은 50,300 제곱킬로미터 (19,400 mi2)이다. 수호나강은 벨리키우스튜크 마을 근처에서 유크강과 합류하여 유럽 러시아에서 가장 큰 강 중 하나인 세베르나야드비나강을 형성한다.
수호나강의 가장 큰 지류는 볼로그다강 (오른쪽), 레자강 (오른쪽), 펠시마강 (왼쪽), 드비니차강 (왼쪽), 톨시마강 (오른쪽), 차료바강 (왼쪽), 우프튜가강 (왼쪽), 고로디시나강 (오른쪽)이다.

## 어원
막스 파스메르의 어원 사전에 따르면, 이 강의 이름은 러시아어에서 유래했으며, "바닥이 마른 (단단한) 강"을 의미할 가능성이 가장 높다.

## 자연 지리
수호나강의 유역은 볼로그다주 중부와 동부, 아르한겔스크주 남부, 코스트로마주 북부의 넓은 지역을 포함한다. 특히, 볼로그다 시는 수호나강 유역에 위치한다. 이 유역에는 볼로그다주에서 가장 큰 호수 중 하나인 쿠벤스코예호도 포함된다. 유역은 남쪽으로 노던리지의 서부 부분에 의해 경계 지어져 있으며, 이는 수호나강과 코스트로마강의 유역을 분리한다. 북쪽으로는 서부 부분에서 하롭스크 리지 언덕 사슬에 의해 경계 지어져 있으며, 이는 바가강의 유역과 분리한다.
소콜, 토트마, 벨리키우스튜크의 도시와 슈이스코예 및 뉴크세니차의 마을과 군 중심지가 수호나강 강변에 위치한다.
수호나강의 발원지는 쿠벤스코예호의 남동부에 있다. 수호나강은 남동쪽으로 흘러 볼로그다강과 레자강을 오른쪽에서 받아들인 후 북동쪽으로 흐른다. 강 코스의 대부분은 높은 강둑을 가진 구릉 지형을 통과한다. 수호나강은 10월 말에서 11월에 얼어붙어 4월 말에서 5월 초까지 얼음 아래에 있다.

## 항해 및 운하
수호나강은 항해가 가능하지만, 페리 건널목을 제외하고는 여객 항해는 없다. 쿠베나강의 하류와 쿠벤스코예호 또한 항해가 가능하다. 수호나강 유역에 속하는 쿠벤스코예호의 북부는 북드비나 운하를 통해 키릴로프 시와 솁스나강에 연결되어, 백해와 볼가강의 유역을 연결한다. 19세기에는 이 운하와 쿠벤스코예호가 볼가강과 백해를 연결하는 주요 수로였다. 그러나 1930년대에 백해-발트해 운하가 건설되면서 북드비나 운하는 그 중요성을 잃었다. 이 운하는 여전히 운영 중이며, 화물 운송과 가끔 유람선이 이용하며, 이들은 쿠벤스코예호로 계속 진행한다.

## 역사
이 지역은 핀족에 의해 거주되었고, 나중에는 노브고로드 공화국에 의해 식민화되었다. 단, 벨리키우스튜크는 블라디미르-수즈달 공국의 일부였다. 토트마는 연대기에서 1137년에 처음 언급되었고, 벨리키우스튜크는 1207년에 언급되었다. 13세기에는 노브고로드 상인들이 이미 백해에 도달했다. 이 지역은 무엇보다도 모피 무역 때문에 매력적이었다. 노브고로드에서 세베르나야드비나강으로 가는 주요 수로는 볼가강과 그 지류인 솁스나강을 따라 슬라뱐카강을 통해 니콜스코예호로 간 다음, 배를 육로로 블라고베셴스코예호로 옮기고, 거기서부터 포로조비차강을 따라 쿠벤스코예호로 내려간 후 수호나강과 세베르나야드비나강으로 이어졌다.
1700년대까지 아르한겔스크는 러시아와 서유럽의 해상 무역을 위한 주요 무역 항구였으며, 수호나강은 중앙 러시아와 아르한겔스크를 연결하는 주요 무역로였다. 표트르 1세는 1703년에 상트페테르부르크를 건설하여 발트해 무역의 길을 열고, 카르고폴을 통해 상트페테르부르크와 아르한겔스크 사이에 고속도로를 건설함으로써 상황을 급격히 변화시켰다. 이 강은 주요 무역로로서의 역할을 빠르게 잃었고, 이는 1894년에서 1897년 사이에 볼로그다와 아르한겔스크 사이에 철도가 건설되면서 더욱 가속화되었다.